# مفاعل المعمورة
مفاعل المعمورة مفاعل نووي مغربي من صنع الشركة الأمريكية «جينرال أتوميك»، اقتناه المغرب في أوائل الألفية الثانية في إطار اتفاق أبرم سنة 1980 بين المغرب والولايات المتحدة الأمريكية. حيث يعتبر المغرب حاليا من بين 24 دولة أبرمت اتفاق تعاون نووي مدني مع واشنطن.
ويتواجد المفاعل بالمركز الوطني للدراسات النووية بالمعمورة (دائرة سيدي الطيبي؛ جنوب القنيطرة) التابع للمركز الوطني المغربي للأبحاث النووية (حي أكدال، الرباط)، ويعتبر أول مفاعل نووي بالمغرب.

## البداية
بدأت أشغال ورش المفاعل بالمعمورة في صيف 1999 بعد إجراء أبحاث علمية مع خبراء أمريكيين وفرنسيين وكوريين جنوبيين، وقد كان مقررا أن يتم تشغيل المفاعل في بداية سنة 2006، إلا أن التأخير المسجل بخصوص تاريخ الانطلاقة يعود بالأساس إلى نهاية مفعول اتفاق التعاون في المجال النووي بين المغرب والولايات المتحدة الأمريكية مع حلول سنة 2000، وكان لا بد من انتظار تجديده سنة 2001 ليغطي 20 سنة قادمة، لكن لم تتم المصادقة على التجديد إلا في صيف 2002.

## الخصائص
- مفاعل المعمورة من نوع «تريكا مارك 2»، ويتوفر على معامل حراري سريع وسلبي وقوته 2 ميغاواط قابلة للارتفاع إلى 3 ميغاواط، وهذا ما يجعله قابلا للتركيب بالجامعات ومراكز البحث وبوحدات لإنتاج الكهرباء.
- براءة اختراعه سجلت سنة 1958، ويستعمل كوقود «اليورانيوم زيكو ريوم»، وهو وقود يحتوي على 8.5 في المائة من اليورانيوم في كتلته الإجمالية. وفرت الشركة الأمريكية «جنيرال موتورز» المعدات المرافقة للمفاعل، كما تكلفت بعملية تركيبه. وكشفت إحدى المصادر المطلعة أن بعض الشركات الفرنسية ساهمت في انجاز ورش المفاعل، وعلى رأسها شركة «سبي باتينيول» (SPIE BATIGNOLLES).
- تطلب هذا الورش ما يناهز 80 مليون أورو (900 مليون درهم)، في حين تطلب اقتناء المفاعل 680 مليون درهم 40 في المائة منها كقروض دعم من طرف أمريكا وفرنسا. وبلغ دعم الدولة المالي في الغلاف الإجمالي للمشروع ما يناهز 120 مليون درهم.
- بعد مرحلة التجريب التي قد تدوم سنة أو أكثر، سيدخل المفاعل في الدورة الإنتاجية لإنتاج أكثر من 10 أنواع من النظائر المشعة ذات الاستعمالات الطبية والصناعية. ويبقى من أهدافه الرئيسية المساهمة في تطوير المجالين الطبي والصناعي والتقليل من الاعتماد على النفط لتوليد الكهرباء عبر توفير كل الشروط الملائمة اعتماد سياسة طاقية تعتمد إدماج الطاقة النووية في نسيج الطاقة بالمغرب.

وبهذا الخصوص تم إعداد طاقم خاص للإشراف على المفاعل النووي وصيانته وتدبيره، إذ خضع جملة من المهندسين والتقنيين المغاربة لدورات تدريبية على نفس النوع من المفاعلات في الولايات المتحدة الأمريكية وفرنسا والنمسا وماليزيا.
عمليا سيوفر هذا المفاعل النووي للمغرب الكثير من الوقت والخبرة وكذا من العملة الصعبة في ما يرتبط بالعديد من الأبحاث والاختبارات الطبية، وكذا العديد من الأبحاث الخاصة بالفلاحة والطاقة والتعدين وتحليل ما يسميه الخبراء بالمغرب التفاعل النيوتروني والتكوين النووي.
وحسب أكثر من مصدر يعتبر نموذج المفاعلات النووية من نوع «تريكا مارك 2» من النماذج المتميزة بدرجة عالية من الأمان وقد استعمل كثيرا عبر العالم ولم يسبق أن لوحظت أي حادثة، علما أنه نموذج يحظى بتتبع الوكالة الدولية للطاقة الذرية التي دعمته دعما كاملا.